# سلوكية

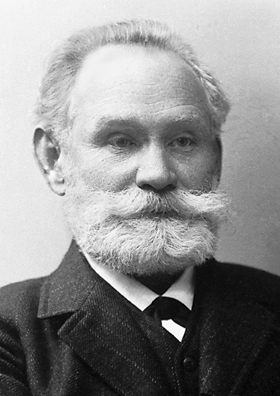

السلوكية في علم النفس هو مفهوم يجمع بين الفلسفة، المنهجية والنظرية. ظهرت في بدايات القرن العشرين بمواجهة علم النفس العقلي والتي كان من أساسيات مشاكلها عدم القدرة على إجراء تجارب يمكن إعادة إنتاجها. تقوم على الافتراض بأن جميع الأنشطة التي تقوم بها الكائنات الحية بما فيها الحركة والتفكير والشعور، هي عبارة عن سلوكيات، ولذلك تعامل الاضطرابات النفسية عن طريق تغيير أنماط السلوك أو تعديل البيئة. وفقًا لمذهب السلوكية، تُشكل استجابة الأفراد للمؤثرات البيئية المختلفة عن سلوكنا. يعتقد علماء السلوك أنه من الممكن دراسة السلوك بطريقة منهجية ومتعارف عليها دون النظر للحالات الذهنية الداخلية. وهكذا، يمكن توضيح السلوك برمته دون الحاجة للتفكير في الحالات الذهنية النفسية.
تدعي مدرسة الفكر السلوكية أنه يمكن وصف مثل هذه السلوكيات بطريقة علمية دون اللجوء للأحداث الفسيولوجية الداخلية أو إلى مفاهيم افتراضية مثل العقل. تفترض النظرية السلوكية أن جميع النظريات يجب أن تكون ارتباطات رصدية ولكن هناك اختلافات فلسفية واضحة بين العمليات الرصدية (مثل الحركات الجسدية) والعمليات الرصدية الفردية (مثل التفكير والشعور).
نشأة المدرسة السلوكية
تاريخياً، يُعزى تأسيس المدرسة السلوكية إلى عدة أشخاص ومفكرين مهمين. في القرن العشرين، تم تطوير النظرياتوالمفاهيم التي تُعتبر أساس المدرسة السلوكية.
أحد أهم المرجعيات في تاريخ المدرسة السلوكية هو عالم النفس الأمريكي “جون ب. واتسون” (John B. Watson). فيعام 1913، قدّم واتسون مقالة بعنوان “عن التنبؤ والسيطرة على السلوك” (Psychology as the Behaviorist Views It)، التي تعتبر مفتاحًا في بداية تطور المدرسة السلوكية. واتسون ركز على دراسة السلوك القابل للملاحظة والقابل للقياس،وشدد على أهمية العوامل البيئية في تشكيل السلوك.

## تاريخها

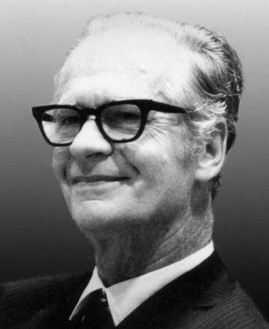
بي اف سكنر

في أوائل الفترة الزمنية لـعلم النفس في القرن التاسع عشر، أدارت مدرسة الفكر السلوكية حركات التحليل النفسي والغشتلت في علم النفس في القرن العشرين كما كانت مشاركة فيها أيضًا، ولكنها أيضًا مع فلسفة العقل التي كان يتبعها علماء النفس الغشتلتيين في نطاقات هامة. كان أكثر المؤثرين فيها إيفان بافلوف، الذي استقصى نظرية الإشراط الكلاسيكي على الرغم من أنه لم يتفق حتمًا مع السلوكية أو علماء السلوك، وإدوارد لي ثورندايك (Edward Lee Thorndike) وجون بي واطسون (John B. Watson) الذي رفض الاستبطان وسعى إلى تقييد علم النفس ليشمل فقط المناهج التجريبية وبي إف سكنر (B.F. Skinner) الذي أجرى بحثًا على الإشراط الإجرائي.
في النصف الثاني من القرن العشرين، انفردت السلوكية على الساحة بمفردها نتيجة للثورة الإدراكية. على الرغم مما قد تبدو عليه المدرسة السلوكية والمعرفية للفكر الفلسفي من عدم التوافق من الناحية النظرية، إلا أن هناك حالة من التكامل بينهما في التطبيقات العلاجية العملية، مثل العلاج السلوكي المعرفي الذي أثبت فائدته في علاج أمراض معينة، مثل الرهاب واضطراب الكرب التالي للرضح والإدمان. إضافة إلى ذلك، سعت السلوكية لخلق نموذج شامل لتيار السلوك منذ ولادة الإنسان حتى وفاته.

## أنواع السلوكيات
لا يوجد تصنيف مُتفق عليه عالمياً للسلوكية، ولكن من العناوين المعطاة لبعض فروعها المختلفة:
- السلوكية المنهجية: تشير سلوكية واطسون إلى أن الأحداث العامة (أي سلوكيات الفرد) هي الوحيدة التي يمكن مراقبتها بموضوعية، ولذلك ينبغي إهمال الأحداث الخاصة (الأفكار والمشاعر)،[9][10][11] وقد أصبح هذا المنهج أساس مقاربة التعديل السلوكي المبكرة في سبعينيات وأوائل ثمانينيات القرن العشرين.
- السلوكية الراديكالية: تنص نظريات سلوكية بورهوس فريدريك سكينر على أهمية معرفة العمليات الجارية ضمن العضوية الحية، وخصوصاً الأحداث الشخصية، كما تقترح أن المتغيرات البيئية تتحكم أيضاً بهذه الأحداث الداخلية بقدر ما تتحكم بسلوكيات المراقِب، وتشكل السلوكية الراديكيلية الفلسفة الجوهرية للتحليل السلوكي، واستخدم ويلارد فان أورمان كواين العديد من أفكارها في دراساته على المعرفة واللغة.[10]
- السلوكية الغائية: وهي تالية لمنهجية سكينر، وتعتبر هادفة وقريبة من الاقتصاد الجزئي، وتركز على المراقبة الموضوعية على عكس العمليات الإدراكية.
- السلوكية النفسية: اقترحها آرثر دبليو. ستاتس، وتعتمد بخلاف مناهج السلوكية السابقة لكل من سكينر، وهال وتولمان، على برنامج بحثي بشري يتضمن أنماطاً متنوعة من السلوك البشري، وتقدم مبادئ تعلّمية جديدة نوعية للبشر دون الحيوانات، كالتعلم التراكمي.
- السلوكية التفاعلية (الاجتماعية): أسسها جاكوب روبيرت كانتور قبل دراسات سكينر.

## الإشراط الاستثاري
تركز السلوكية على منظور معين واحد للتعلم، وهو إحداث تغير في السلوك الخارجي بواسطة التعزيز والتكرار لصياغة سلوك المتعلمين، علماً أن الإشراط الاستثابي قد تطور عام 1973 بجهود سكينر، متعاملاً مع تعديل السلوك الإرادي أو الاستثاري، والذي يُمارَس على البيئة ويستمر بفضل نتائجه، ووجد سكينر إمكانية صياغة السلوكيات عند توظيف التعزيزات، بحيث تتم مكافئة السلوك المرغوب، ومقابلة السلوك المكروه بالعقاب.

## الإشراط الكلاسيكي
رغم مساهمة الإشراط الاستثابي بدور كبير في مناقشات الآليات السلوكية، يُعتبر الإشراط الكلاسيكي عملية مهمة للتحليل السلوكي لا تحتاج الإشارة للعمليات الذهنية والداخلية الأخرى، ويُسمى أيضاً بالإشراط البافلوفيني (نسبةً إلى الباحث بافلوف) أو المجيب، إذ تؤمن تجارب بافلوف على الكلاب المثال الأكثر ألفة عن إجراءات الإشراط الكلاسيكي، ففي النمط البسيط، يُقَدَّم محفز ضوئي أو صوتي للكلب، ومن ثم إطعامه، وبعد عدة تكرارات لهذا التتالي، أصبح المحفّز بمفرده يحثّ الكلب على الإلعاب.
وقد ساعدت فكرة الإشراط الكلاسيكي الباحث السلوكي جون واطسون على اكتشاف الآلية الرئيسية وراء اكتساب البشر لسلوكياتهم، والتي تمثّلت في إيجاد منعكس طبيعي يُنتج الاستجابة المدروسة، وانطوت طريقة واطسون على ثلاثة جوانب تستحق اعترافاً خاصاً، يشير أولها إلى أن علم النفس ينبغي أن يكون موضوعياً بالمطلق، دون أية تفسيرات للتجربة الواعية، ويقترح الثاني تمركز أهداف علم النفس حول توقع السلوك وضبطه، بينما يتمثل الثالث في عدم وجود أي اختلاف مُلاحَظ بين السلوك البشري وغير البشري، وباتباع نظرية داروين في التطور، قد يعني ذلك ببساطة أن السلوك البشري عبارة عن مجرد نسخة معقّدة من السلوك الذي تبديه الكائنات الأخرى.

## في الفلسفة
تُعتبر السلوكية حركة نفسية يمكن أن تتناقض مع فلسفة العقل، ويتمثّل الافتراض الرئيسي للسلوكية الراديكالية بأنه ينبغي أن تكون دراسة السلوك علماً طبيعياً، كالكيمياء أو الفيزياء، دون عزو أسباب سلوكيات الكائنات الحية لأي من حالاتهم الافتراضية الداخلية، بينما لا تهتم أصناف السلوكية الأقل راديكالية بالآراء الفلسفية عن التجارب الداخلية، أو الذهنية، أو الذاتية.

### السلوكية الجزيئية مقابل السلوكية المولية
يوصَف منظور سكينر عن السلوك غالباً بالـ«جزيئي»، بمعنى أنه بالإمكان تحليل السلوك لأجزاء ذرية أو جزيئات، ولكن هذه المنظور غير متسق مع توصيف سكينر الكامل للسلوك كما تبيّن في أعمال أخرى، بما فيها مقالته «الاصطفاء بالنتائج» عام 1981، إذ اقترح هذا الباحث أن التفسير الكامل للسلوك يتطلب استيعاب تاريخ الاصطفاء في ثلاثة مستويات، وهي علم الأحياء (الاصطفاء الطبيعي أو نسالة الحيوانات)، والسلوك (تاريخ التعزيز أو تنشؤ المرجع السلوكي لدى الحيوان)، والثقافة لدى بعض الأنواع (الممارسات الثقافية للجماعة الاجتماعية التي ينتمي لها الحيوان)، ومن ثم يتفاعل هذا الكائن الحي بأكمله مع بيئته.
بينما يجادل باحثو السلوكية المولية، مثل هاوارد راتشلين، وريتشارد هيرنشتاين وويليام بام، بأنه لا يمكن استيعاب السلوك بالتركيز على الأحداث لحظة وقوعها، وإنما باعتباره الناتج النهائي لتاريخ الكائن الحي، وأن مؤيدي السلوكية الجزيئية يقترفون مغالطة باختراع أسباب خيالة مُقاربة للسلوك، ومن الأفضل استبدال أساساتهم الجزيئية المعيارية، كالقوة الترابطية، بمتغيرات مولية، مثل معدل التعزيز.

## انتقادات وقيود السلوكية
حُجبت السلوكية بشكل كبير في النصف الثاني من القرن العشرين، كنتيجة للثورة الإدراكية،وانتقاد منهجيتها كثيراً لعدم دراستها العمليات الذهنية، فنشأت في تلك الفترة ثلاثة عوامل رئيسية مؤثرة ألهمت علم النفس الإدراكي وصاغته كمدرسة رسمية للفكر، وهي:
- نقد نعوم تشومسكي للسلوكية عام 1959، أو للتجريبية بشكل عام، مبتهلاً ما عُرف لاحقاً بالثورة الإدراكية.[17]
- تطورات العلوم الحاسوبية التي أتاحت توازي الفكر البشري والوظيفية الحاسوبة، مفسحةً مجالات جديدة بالكامل في الفكر النفسي.
- الاعتراف الرسمي بمجال علم النفس الإدراكي، بما يتضمن إنشاء المؤسسات البحثية الخاصة به، كمركز جورج ماندر لمعالجة المعلومات البشرية عام 1964، فوصف ماندلر أصول علم النفس الإدراكي في مقالة له عام 2002 في دورية ذا هيستوري أوف بيهيفيورال ساينسز (تاريخ العلوم السلوكية).[18]

## كتابات أخرى
- Baum, W.M. (2005) Understanding behaviorism: Behavior, Culture and Evolution. Blackwell.
- Ferster, C.B. & Skinner, B.F. (1957). Schedules of reinforcement. New York: Appleton-Century-Crofts.
- Malott, Richard W. Principles of Behavior. Upper Saddle River, NJ: Pearson Prentice Hall, 2008. Print.
- Mills, John A., Control: A History of Behavioral Psychology, Paperback Edition, New York University Press 2000.
- Lattal, K.A. & Chase, P.N. (2003) "Behavior Theory and Philosophy". Plenum.
- Plotnik, Rod. (2005) Introduction to Psychology. Thomson-Wadsworth (ISBN 0-534-63407-9).
- Rachlin, H. (1991) Introduction to modern behaviorism. (3rd edition.) New York: Freeman.
- Skinner, B.F. Beyond Freedom & Dignity, Hackett Publishing Co, Inc 2002.
- Skinner, B.F. (1938). The behavior of organisms. New York: Appleton-Century-Crofts.
- Skinner، B.F. (1945). "The operational analysis of psychological terms". Psychological Review. ج. 52 ع. 270–7: 290–4.
- Skinner, B.F. (1953). Science and Human Behavior (ISBN 0-02-929040-6) Online version.
- Skinner, B.F. (1957). Verbal behavior. Englewood Cliffs, NJ: Prentice-Hall.
- Skinner, B.F. (1969). Contingencies of reinforcement: a theoretical analysis. New York: Appleton-Century-Crofts.
- Skinner, B.F. (31 يوليو 1981). "Selection by Consequences" (PDF). ساينس. ج. 213 ع. 4507: 501–4. Bibcode:1981Sci...213..501S. DOI:10.1126/science.7244649. PMID:7244649. مؤرشف (PDF) من الأصل في 2010-07-02. اطلع عليه بتاريخ 2010-08-14.
- Staddon, J. (2001) The new behaviorism: Mind, mechanism and society. Philadelphia, PA: Psychology Press. pp. xiii, 1–211.
- Watson, J.B. (1913). Psychology as the behaviorist views it. Psychological Review, 20, 158–177. (on-line).
- Watson, J.B. (1919). Psychology from the Standpoint of a Behaviorist.
- Watson, J.B. (1924). Behaviorism.
- Zuriff, G.E. (1985). Behaviorism: A Conceptual Reconstruction نسخة محفوظة 24 يونيو 2011 على موقع واي باك مشين., Columbia University Press.
- LeClaire, J. and Rushin, J.P. (2010) Behavioral Analytics For Dummies. Wiley. (ISBN 978-0-470-58727-0).

## وصلات خارجية
- Dictionary of the History of Ideas: Behaviorism
- Books and Journal Articles On Behaviorism نسخة محفوظة 22 يناير 2012 على موقع واي باك مشين.
- Wuerzburg University: behaviourism
- B.F. Skinner Foundation
- Cambridge Center for Behavioral Studies
- Skinner's Theories
- APA Behaviour Analysis
- Association for Behavior Analysis
- Theory of Behavioral Anthropology (Documents No. 9 and 10 in English)
- California Association for Behavior Analysis
- Association for Contextual Behavioral Science
- Behavior Analysis Online Tutorials